# Capileira
Capileira er en by og kommune i det sydøstlige Spanien i provinsen Granada. Den har et indbyggertal på 576 (2024) indbyggere.